# Liste des Ministres en chef du Territoire du Nord
La liste présente les ministres en chef du Territoire du Nord depuis 1974.

## Liste
|    | Ministre en chef | Parti         | Mandat      |
| -- | ---------------- | ------------- | ----------- |
|    | Dr Goff Letts    | Libéral rural | 1974-1977   |
|    | Paul Everingham  | Libéral rural | 1977-1984   |
|    | Ian Tuxworth     | Libéral rural | 1984-1986   |
|    | Stephen Hatton   | Libéral rural | 1986-1988   |
|    | Marshall Perron  | Libéral rural | 1988-1995   |
|    | Shane Stone      | Libéral rural | 1995-1999   |
| \| | Denis Burke      | Libéral rural | 1999-2001   |
|    | Clare Martin     | Travailliste  | 2001-2007   |
|    | Paul Henderson   | Travailliste  | 2007-2012   |
| \| | Terry Mills      | Libéral rural | 2012-2013   |
| \| | Adam Giles       | Libéral rural | 2013-2016   |
|    | Michael Gunner   | Travailliste  | 2016-2022   |
|    | Natasha Fyles    | Travailliste  | 2022-2023   |
|    | Eva Lawler       | Travailliste  | 2023-2024   |
| \| | Lia Finocchiaro  | Libéral rural | Depuis 2024 |